# Sporadanthus strictus
Sporadanthus strictus är en gräsväxtart som först beskrevs av Robert Brown, och fick sitt nu gällande namn av Barbara Gillian Briggs och Lawrence Alexander Sidney Johnson. Sporadanthus strictus ingår i släktet Sporadanthus och familjen Restionaceae. Inga underarter finns listade i Catalogue of Life.